# Synbiotikum
Ein Synbiotikum (Mehrzahl Synbiotika) ist eine Nahrungsmitteln zugesetzte Zubereitung, die als Kombination eines Probiotikums mit einem Präbiotikum die Vorteile beider synergistisch in sich vereinigen soll.
Der Zusatz von Präbiotika als Fermentationssubstrate zu Probiotika kann die Überlebensfähigkeit der darin enthaltenen Mikroorganismen verbessern. In Tierversuchen zeigten sich bei Kombination von Inulin (Präbiotikum) mit Bifidobacterien (Probiotikum) synergistische antikarzinogene Wirkungen, derzeit arbeiten Wissenschaftler daran, diese Ergebnisse auf den Menschen zu übertragen.